# Helicopsychidae
Helicopsychidae zijn een familie van schietmotten. Ze hebben hun naam te danken aan hun spiraalvormige lichaamsvormen. Ze hebben een gemiddelde grootte van zeven millimeter. De Helicopsychidae zijn opgedeeld in twee geslachten, de Rakiura en de Helicopsyche. De familie bevat meer dan 230 soorten en komen voor in meerdere leefgebieden.

## Soorten

### GeslachtRakiura
- Rakiura vernale

### GeslachtHelicopsyche
- Helicopsyche adebratti
- Helicopsyche admata
- Helicopsyche agenor
- Helicopsyche agnetae
- Helicopsyche albescens
- Helicopsyche albidela
- Helicopsyche alicae
- Helicopsyche altercoma
- Helicopsyche amarawathi
- Helicopsyche amazona
- Helicopsyche ambodiva
- Helicopsyche amica
- Helicopsyche anaksaku
- Helicopsyche anaktangga
- Helicopsyche angulata
- Helicopsyche angusta
- Helicopsyche annae
- Helicopsyche anomana
- Helicopsyche antikleia
- Helicopsyche antinoe
- Helicopsyche apicauda
- Helicopsyche arayar
- Helicopsyche arenaria
- Helicopsyche arma
- Helicopsyche arsinoe
- Helicopsyche astynome
- Helicopsyche asymmetrica
- Helicopsyche ategenta
- Helicopsyche auroa
- Helicopsyche azunensis
- Helicopsyche azwudschgal
- Helicopsyche bacescui
- Helicopsyche barbata
- Helicopsyche baroua
- Helicopsyche bartona
- Helicopsyche bellangrensis
- Helicopsyche bifida
- Helicopsyche biokrotta
- Helicopsyche blahniki
- Helicopsyche blancasi
- Helicopsyche blantoni
- Helicopsyche boniata
- Helicopsyche borealis
- Helicopsyche boularia
- Helicopsyche braueri
- Helicopsyche brazilia
- Helicopsyche braziliensis
- Helicopsyche breviterga
- Helicopsyche browni
- Helicopsyche caledonia
- Helicopsyche caligata
- Helicopsyche calliope
- Helicopsyche callirrhoe
- Helicopsyche camuriensis
- Helicopsyche centrocubana
- Helicopsyche ceylanica
- Helicopsyche chilensis
- Helicopsyche chionodoce
- Helicopsyche chiriquensis
- Helicopsyche chocoensis
- Helicopsyche chrysothoe
- Helicopsyche cipoensis
- Helicopsyche circulata
- Helicopsyche clara
- Helicopsyche cleodoce
- Helicopsyche cochleaetesta
- Helicopsyche cochleara
- Helicopsyche colombiensis
- Helicopsyche comosa
- Helicopsyche confluens
- Helicopsyche copulata
- Helicopsyche coreana
- Helicopsyche cotopaxi
- Helicopsyche cubana
- Helicopsyche curva
- Helicopsyche curvipalpia
- Helicopsyche cuvieri
- Helicopsyche cymodoce
- Helicopsyche dacklestensis
- Helicopsyche dampfi
- Helicopsyche demodoce
- Helicopsyche disjuncta
- Helicopsyche dominicana
- Helicopsyche edmundsi
- Helicopsyche electra
- Helicopsyche elisa
- Helicopsyche erigone
- Helicopsyche erythronoe
- Helicopsyche euchloe
- Helicopsyche euryboe
- Helicopsyche eurycrene
- Helicopsyche eurynoe
- Helicopsyche extensa
- Helicopsyche falcigona
- Helicopsyche fistulata
- Helicopsyche flinti
- Helicopsyche fridae
- Helicopsyche fusca
- Helicopsyche gibbsi
- Helicopsyche giboni
- Helicopsyche granpiedrana
- Helicopsyche grenadensis
- Helicopsyche guadeloupensis
- Helicopsyche gudrunae
- Helicopsyche hageni
- Helicopsyche haitiensis
- Helicopsyche harmothoe
- Helicopsyche haurapango
- Helicopsyche heacota
- Helicopsyche helicifex
- Helicopsyche helicoidella
- Helicopsyche hippothoe
- Helicopsyche hollowayi
- Helicopsyche holzenthali
- Helicopsyche howesi
- Helicopsyche incisa
- Helicopsyche itonoe
- Helicopsyche jacquemarti
- Helicopsyche kakadu
- Helicopsyche kalaom
- Helicopsyche kantilali
- Helicopsyche kariona
- Helicopsyche khemoiensis
- Helicopsyche kingstona
- Helicopsyche koghiensis
- Helicopsyche koumaca
- Helicopsyche kuchlik
- Helicopsyche lambda
- Helicopsyche laneblina
- Helicopsyche laoensis
- Helicopsyche laothoe
- Helicopsyche lapidaria
- Helicopsyche lara
- Helicopsyche lata
- Helicopsyche leucothoe
- Helicopsyche lewalleni
- Helicopsyche limnella
- Helicopsyche linabena
- Helicopsyche linguata
- Helicopsyche livida
- Helicopsyche lobata
- Helicopsyche lutea
- Helicopsyche maculata
- Helicopsyche maculisternum
- Helicopsyche malickyi
- Helicopsyche marlieri
- Helicopsyche martynovi
- Helicopsyche megalochari
- Helicopsyche melanochaeta
- Helicopsyche merida
- Helicopsyche mexicana
- Helicopsyche minima
- Helicopsyche minuscula
- Helicopsyche minuta
- Helicopsyche minyas
- Helicopsyche mjoebergi
- Helicopsyche molesta
- Helicopsyche monda
- Helicopsyche montana
- Helicopsyche muelleri
- Helicopsyche murrumba
- Helicopsyche myrrhine
- Helicopsyche namtok
- Helicopsyche napoa
- Helicopsyche nastia
- Helicopsyche neblinensis
- Helicopsyche neboissi
- Helicopsyche neocaledonia
- Helicopsyche nigrisensilla
- Helicopsyche nigrospinosa
- Helicopsyche ninakhosa
- Helicopsyche occidentalis
- Helicopsyche ochthephila
- Helicopsyche ocosingua
- Helicopsyche oenodoce
- Helicopsyche opalescens
- Helicopsyche ouaroua
- Helicopsyche palpalis
- Helicopsyche pandeirosa
- Helicopsyche paprockii
- Helicopsyche paraguaiensis
- Helicopsyche parahageni
- Helicopsyche paralimnella
- Helicopsyche pathoumthongi
- Helicopsyche patriciae
- Helicopsyche paucispina
- Helicopsyche pedunculata
- Helicopsyche pellmyri
- Helicopsyche penicilla
- Helicopsyche perija
- Helicopsyche peruana
- Helicopsyche petersorum
- Helicopsyche petri
- Helicopsyche philodoce
- Helicopsyche phoebe
- Helicopsyche pietia
- Helicopsyche piroa
- Helicopsyche planata
- Helicopsyche planorboides
- Helicopsyche poliochaeta
- Helicopsyche poutini
- Helicopsyche propinqua
- Helicopsyche ptychopteryx
- Helicopsyche puttula
- Helicopsyche puyoa
- Helicopsyche quadrosa
- Helicopsyche ramosi
- Helicopsyche rembaia
- Helicopsyche rentzi
- Helicopsyche rodschana
- Helicopsyche rossi
- Helicopsyche ruprawathi
- Helicopsyche sahadika
- Helicopsyche salika
- Helicopsyche sanblasensis
- Helicopsyche scalaris
- Helicopsyche scaloida
- Helicopsyche schmidi
- Helicopsyche selanderi
- Helicopsyche septifera
- Helicopsyche shaunga
- Helicopsyche shuttleworthi
- Helicopsyche siama
- Helicopsyche sigillata
- Helicopsyche singularis
- Helicopsyche sinuata
- Helicopsyche sperata
- Helicopsyche srilanka
- Helicopsyche starmuehlneri
- Helicopsyche stoltzei
- Helicopsyche succincta
- Helicopsyche sucrensis
- Helicopsyche tachira
- Helicopsyche tanzanica
- Helicopsyche tapadas
- Helicopsyche temora
- Helicopsyche tenuisa
- Helicopsyche thelidomus
- Helicopsyche theodoce
- Helicopsyche thyonoe
- Helicopsyche tillyardi
- Helicopsyche torino
- Helicopsyche tribulationa
- Helicopsyche trispina
- Helicopsyche truncata
- Helicopsyche turbida
- Helicopsyche tuxtlensis
- Helicopsyche typica
- Helicopsyche ulugurensis
- Helicopsyche umbonata
- Helicopsyche unilobata
- Helicopsyche usambarensis
- Helicopsyche valligera
- Helicopsyche vallonia
- Helicopsyche vazquezae
- Helicopsyche venezuelensis
- Helicopsyche vergelana
- Helicopsyche villegasi
- Helicopsyche voigti
- Helicopsyche vongsombathi
- Helicopsyche woldai
- Helicopsyche woytkowskii
- Helicopsyche xenothoe
- Helicopsyche xinguensis
- Helicopsyche yamadai
- Helicopsyche zealandica
- Helicopsyche zhejiangensis

### Fossiele soorten
- Amechanites costatus
- Archotaulius bavaricus
- Electrohelicopsyche taeniata
- Fusuna exularis
- Mesotaulius jurassicus
- Ogmomyia cuspidata
- Palaeohelicopsyche groteae
- Palaeohelicopsyche serricornis
- Perissomyia sulcata